# Eleições federais no Canadá em 2021

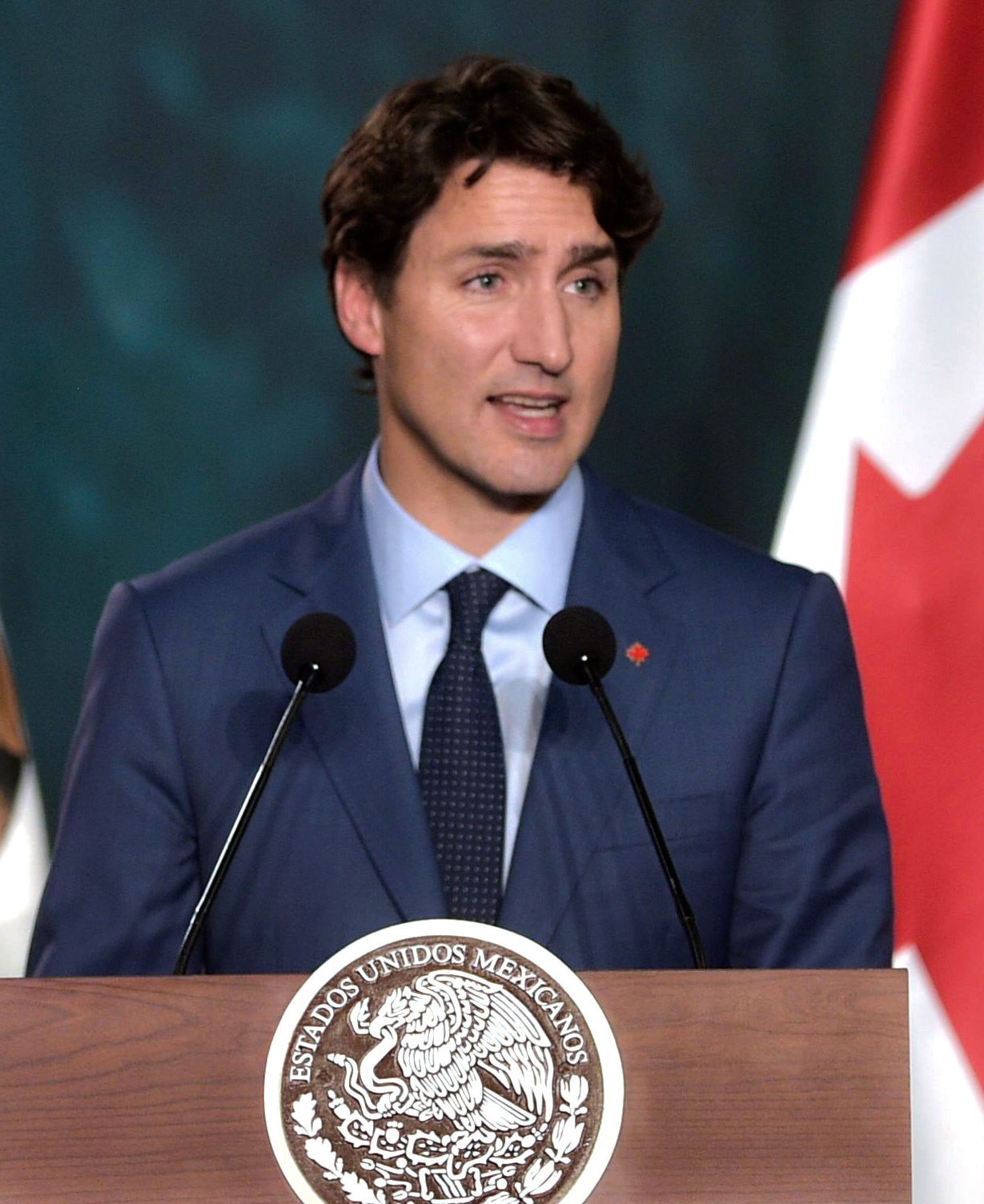
O primeiro-ministro Justin Trudeau conseguiu se reeleger nesta eleição, formando mais um governo minoritário.

A Eleição federal no Canadá em 2021 (ou 44ª Eleição Geral Canadense) foi a última eleição que aconteceu no Canadá em 20 de setembro de 2021, para eleger os membros da Câmara dos Comuns do Parlamento. A eleição foi convocada pela governadora-geral Mary May Simon, em 15 de agosto de 2021, quando o Primeiro-ministro Justin Trudeau requisitou a dissolvição do Parlamento e uma eleição antecipada. Os Liberais, liderados por Trudeau, conseguiram se manter como o partido governista, mesmo sem conquistar a maioria absoluta.